# Bojna Čavoglave
Bojna Čavoglave (Bataillon Čavoglave) war die Militäreinheit des kroatischen Ortes Čavoglave im dalmatinischen Hinterland während des Kroatienkrieges (1991–1995). Sie erlangte durch das gleichnamige Soldatenlied des Bataillonsangehörigen und Musikers Marko Perković „Thompson“ sowie Coverversionen und Kontrafakturen allgemeine Bekanntheit in Kroatien und anderen Nachfolgestaaten Jugoslawiens. Dieses Lied mit dem Perković im Jahr 1991 berühmt wurde, gilt als inoffizielle Hymne der kroatischen Soldaten während des Kroatienkrieges.

## Geschichte der Militäreinheit
Die aus örtlichen Freiwilligen bestehende Einheit von Čavoglave wurde formell am 17. September 1991 als Bojna Čavoglave aufgestellt. Bis Mitte Oktober 1991 handelte die Einheit selbstständig und wurde dann der 114. Brigade des kroatischen Heeres angegliedert. Hierbei hielt sie Positionen vom Moseć- bis zum Svilaja-Gebirge im dalmatinischen Hinterland und war damit die erste Verteidigungslinie der kroatischen Armee gegen die Jugoslawische Volksarmee und serbische Freischärler mit Stoßrichtung auf die Großstadt Split. Im Herbst 1992 wurde die Einheit der 142. Drniš Brigade angegliedert. Auch als Vorhut eingesetzt, nahmen Angehörige der Einheit unter anderem an den Militäroperationen Ljeto '95, Oluja und Maestral teil.

## Gleichnamiges Lied

### Original (1991)
| Kroatischer Text                                                                         | Deutsche Übersetzung                                                                                              |
| ---------------------------------------------------------------------------------------- | --- |
| Za Dom – Spremni!                                                                        | Für die Heimat – Bereit!                                                                                          |
| U Zagori na izvoru rijeke Čikole, Stala braća da obrane naše domove.                     | In der Zagora, an der Quelle des Flusses Čikola, Standen Brüder, um unsere Heimat zu verteidigen.                 |
| Stoji Hrvat do Hrvata, mi smo braća svi, Nećete u Čavoglave dok smo živi mi!             | Es steht Kroate neben Kroate – wir sind alle Brüder, Ihr schafft es nicht nach Čavoglave, solange wir leben!      |
| Puče tomson, kalašnjikov a i zbrojevka, Baci bombu, goni bandu preko izvora!             | Feuert die Thompson, Kalaschnikow und Zbrojevka, Werft die Granate, verfolgt die Bande über die Quellen!          |
| Korak naprijed, puška gotov s', siju pjesmu svi, Za dom braćo, za slobodu, borimo se mi. | Vorwärts marsch, die Waffen bereit, lasst uns alle singen, Brüder, für die Heimat, für die Freiheit, kämpfen wir. |
| Čujte srpski dobrovoljci, bando četnici Stići će vas naša ruka i u Srbiji!               | Hört, ihr serbischen Freischärler, ihr Tschetnik-Banden, Unsere Hand erreicht euch noch in Serbien!               |
| Stići će vas Božja pravda to već svatko zna Sudit će vam bojovnici iz Čavoglava!         | Gottes Gerechtigkeit wird kommen, das weiß jeder, Euch richten die Kämpfer aus Čavoglave!                         |
| Slušajte sad poruku od Svetog Ilije: Nećete u Čavoglave, niste ni prije!                 | Hört jetzt die Botschaft des Heiligen Elias: Ihr schafft es nicht nach Čavoglave, wie auch nie zuvor!             |
| Oj Hrvati, braćo mila iz Čavoglava, Hrvatska vam zaboravit neće nikada!                  | Oh Kroaten, liebe Brüder aus Čavoglave, Kroatien wird es euch niemals vergessen!                                  |

Der Text des Liedes beginnt mit dem umstrittenen Gruß Za dom spremni. Die Verwendung des Grußes kann grundsätzlich in Kroatien gegen das Gesetz über die öffentliche Ordnung, das Versammlungsrecht und das Gesetz zur Verhinderung von Unruhen bei Sportwettkämpfen verstoßen und zu strafrechtlicher Verfolgung führen. Laut einem kritisierten Beschluss des Obersten Gerichts für Ordnungswidrigkeiten im Jahr 2020, darf die Band den Gruß bei Konzerten verwenden, da die Verwendung des Grußes im Lied keinen Verstoß gegen die öffentliche Ordnung darstellt.

### Coverversionen bzw. Kontrafakturen
Auch im Bosnienkrieg (1992–1995) wurde die Melodie des Liedes von allen Kriegsparteien genutzt, leicht verändert mit jeweils anderem Text. So für das Lied mit dem Titel Poskok bojna (Hornviper-Bataillon), eine Einheit des Kroatischen Verteidigungsrates. Die Kämpfer der bosnischen Armee wurden in zwei Liedern mit den Titeln Bosanski Čavoglave (Bosnisches Čavoglave) und Hej junaci branitelji (He, heldenhafte Verteidiger) besungen, in letzterem die bosniakischen Verteidiger bei der Belagerung von Sarajevo. Auch die serbische Kriegspartei wurde in zwei Versionen mit den Titeln Младалачки снови/Mladalački snovi (Jugendliche Träume) und Бандо Муџахединска/Bando Mudžahedinska (Mudschahedin-Bande; 1993) besungen, wobei letztere gegen die ausländischen Mudschahedin im Bosnienkrieg gerichtet ist.
Seit dem Russisch-Ukrainischen Krieg (seit 2022) gibt es die zwei Versionen in ukrainischer Sprache Солдати з України (Soldaten aus der Ukraine) und Ми Найсильніші (Wir sind die Stärksten).